# آن هولتزمارك
آن هولتزمارك (بالنرويجية البوكمول: Anne Holtsmark)‏ هي فقيهة لغة وبروفيسورة ومترجمة نرويجية، ولدت في 21 يونيو 1896، وتوفيت في 19 مايو 1974.